# Aru (Kuusalu)
Aru – wieś w Estonii, w prowincji Harju, w gminie Kuusalu.